# Brunneana cincticollis
Brunneana cincticollis är en insektsart som först beskrevs av Brunner von Wattenwyl 1895.  Brunneana cincticollis ingår i släktet Brunneana och familjen vårtbitare. Inga underarter finns listade i Catalogue of Life.